# جادوی بل آیل
جادوی بل آیل (به انگلیسی: The Magic of Belle Isle) فیلمی کمدی-درام است محصول سال ۲۰۱۲ به کارگردانی راب راینر و نویسندگی گای توماس و راینر. در این فیلم بازیگرانی همچون مورگان فریمن، ویرجینیا مادسن، اما فورمن، مادلین کارول، کینن تامسون، فرد ویلارد، کوین پولاک، جسیکا هکت و لوک فورد ایفای نقش کرده‌اند.

## خلاصه داستان
فین اونیل (اما فورمن) دختر نوجوانی است که همراه با مادرش و دو خواهرش زندگی می‌کند پدر او از مادرش جداشده است. در همسایگی آنها مردی به نام مونتی وایدهورن (مورگان فریمن) زندگی می‌کند که نویسنده است و در اثر یک تصادف فلج شده و دست و پایش قادر به حرکت نیست. فین (اما فورمن) به او و کتاب‌هایش علاقه‌مند می‌شود و از مونتی می‌خواهد نویسندگی را به او بیاموزد در اثر این دوستی، بین خانواده فین و مونتی دوستی نزدیکی به وجود می‌آید و…